# Telerig de Bulgaria
Telerig (en búlgaro: Телериг) fue el gobernante de Bulgaria de 768 a 777. 
Aunque Telerig primero se menciona en las fuentes bizantinas en el año 774, se le considera el sucesor inmediato de Pagan, quien fue asesinado en 768. En mayo de 774, el emperador bizantino Constantino V se embarcó en una gran expedición contra Bulgaria, al frente de su ejército de operaciones en tierra, y envío una flota de barcos con 2.000 jinetes para transportarlos hacia el delta del Danubio. La flota desembarcó en las cercanías de Varna, pero el emperador no insistió con su ventaja potencial y se retiró inexplicablemente. 
Poco después, las dos partes firmaron una tregua prometiendo el cese de las hostilidades. Sin embargo, en octubre de 774 Telerig envió un ejército de doce mil hombres para atacar Berzitia (Macedonia) y de transferir su población de Bulgaria. Reuniendo un gran ejército de 80.000 soldados, Constantino V sorprendió a los búlgaros obteniendo una victoria aplastante. El posterior ataque a Bulgaria falló, porque la flota imperial encontró vientos no favorables en el mar Negro. 
En este punto Telerig envió un emisario secreto a Constantino V, indicando su intención de huir de Bulgaria y buscar refugio con el emperador, y  buscar garantías de  hospitalidad. Telerig logró que el emperador traicionara a sus propios agentes en Bulgaria, que fueron detenidos y ejecutados. La esperada represalia bizantina no se concretó debido a que Constantino murió en 775. A pesar de su aparente éxito, Telerig consideró necesario huir con el nuevo emperador bizantino, León IV el Jázaro en el año 777. El gobierno bizantino dio a Telerig asilo y el título de Patricio. Telerig se convirtió al cristianismo bajo el nombre de Teofilacto y se casó con una prima de la emperatriz Irene.
En el siglo XVII Bulgaria del Volga compuso el Ya'far Tarij (una obra de autenticidad en disputa) representa Dilyarek (es decir, Telerig) como el hijo del antiguo gobernante Teles (es decir, Telets).